# Skyflash
British Aerospace Skyflash byla poloaktivní radarem naváděná raketa vzduch-vzduch středního dosahu odvozená od amerických raket AIM-7 Sparrow. Byla používána na britských letounech F-4 Phantom a Tornado F3, italských a saúdskoarabských letounech Tornado a na švédských letounech Saab 37 Viggen. Rakety byly nahrazeny lepšími střelami AIM-120 AMRAAM.

## Historie
Střela Skyflash vzešla z britského plánu na vývoj inverzní monopulzní vyhledávací hlavice pro střely Sparrow AIM-7E-2 na konci 60. let 20. století. Byla vytvořena na základě požadavku Air Staff Requirement 1219, který byl vydán v lednu 1972, s kódovým označením XJ-521. Osloveny byly společnosti Hawker Siddeley a Marconi Space and Defence Systems (přejmenovaná divize pro řízené zbraně společnosti General Electric Company). Nová střela měla mít stejný vzhled, uspořádání a více méně i rozměry jako americká střela Sparrow. Hlavní odlišnost byla v naváděcím systému, který měl podstatně zvýšit přesnost a účinnost střely. Jako naváděcí systém byl použit poloaktivní inverzní monopulzní radarový vyhledávač Marconi, dále byla vylepšena ostatní elektronika, přizpůsobeny byly ovládací plochy a střela nesla aktivní nekontaktní radiolokační zapalovač Thorn EMI. Z původní střely tak zůstal jen motor na tuhé raketové palivo Aerojet Mk.52 mod 2 nebo Rocketdyne Mk.38 mod 4 a některé části trupu rakety.
Zkoušky prokázaly, že střela může úspěšně působit i v podmínkách nepřátelského elektronického rušení a může zasahovat své cíle v širokém rozmezí podmínek působení. Mohla být vypuštěna i z výšky 100 m nad terénem a zasáhnout vysoko letící cíl a nebo naopak mohla být vypuštěna z velké výšky a zasáhnout cíl letící i 75 m nad terénem. Střela vstoupila do služby na letounech F-4 Phantom II v roce 1978.
V roce 1985 byly tyto letouny nahrazeny stroji Panavia Tornado ADV. Jak letouny Phantom, tak i Tornado, nesly střely polozapuštěné do trupu. Pro použití na letounech Tornado však musely být střely poněkud upraveny na modifikaci 5000 TEMP. První jednotka letounů Tornado F.3 dosáhla operační způsobilosti s raketami Skyflash v roce 1987.
U RAF byly střely používány v kombinaci se čtveřicí střel krátkého dosahu, a to buď AIM-9 Sidewinder nebo ASRAAM.
Královské letectvo i Švédsko podporovalo zpočátku vývoj nové verze střely, pod označením Skyflash Mk.2 (nebo Active Skyflash) s aktivním radarovým navádění. Britský zájem na vývoji nové střely skončil v roce 1981. Společnost BAe udržovala možnost vývoje druhé generace střely až do začátku 90. let 20. století, ale potenciální zákazník se neobjevil.
Další pokračování vývoje střel Skyflash pokračovalo pod kódovým názvem S225X, a tyto studie se staly základem nové evropské střely vzduch-vzduch MBDA Meteor.
V roce 1996 zahájilo RAF program „Capability Sustainment Programme“, který mimo jiné zahrnoval nahrazení střel Skyflash raketami AIM-120 AMRAAM. Střely AMRAAM jsou vybaveny aktivním radarovým vyhledávačem a pokročilým počítačovým systémem, který střele dává schopnost „vystřel a zapomeň“, tzn. že vlastní navedení střely na cíl je zcela nezávislé na mateřském letounu. Plné operační schopnosti dosáhlo RAF se střelami AMRAAM v roce 2002. První zmínka o střele AMRAAM jako o možné náhradě střel Skyflash pochází už z roku 1986.

## Specifikace
Technické údaje pocházejí z publikace „Vojenské Rakety“.
- Hlavní funkce: Raketa vzduch-vzduch středního dosahu
- Cena rakety: 150 000 liber
- Délka: 3,66 m
- Průměr: 203 mm
- Rozpětí: 1,02 m
- Celková hmotnost: 193 kg
- Typ motoru: raketový motor na tuhé palivo
- Motor: Rocketdyne
- Bojová hlavice: vysoceexplozivní konvenční tříštivá
- Hmotnost bojové hlavice: 30 kg
- Řídicí systém: inverzní monopulzní poloaktivní systém Marconi
- Pohonná látka: tuhé raketové palivo
- Maximální rychlost: Mach 4
- Dolet: kolem 50 km

## Uživatelé
Itálie
- Italské letectvo

 Saúdská Arábie
- Saúdské královské letectvo

 Spojené království
- Royal Air Force

 Švédsko
- Švédské letectvo – střely vyráběny v licenci pod názvem Robot 71